# BYD Xia
BYD Xia (кит. 比亚迪夏) — гибридный минивэн, представленный в 2024 году китайской компанией BYD Auto.

## Описание
Название Xia автомобиль получил в честь династии Ся — первой династии в традиционной китайской историографии. Также BYD Xia является частью серии Dynasty, которая продаётся через дилерские сети.
Вместимость BYD Xia составляет 4, 6, 7 или 8 мест. Также автомобиль оснащён системой управления кузовом с амортизацией DiSus-C и подключаемой гибридной системой DM-i 5.0.
Компания BYD подтвердила планы продавать свой Xia MPV на европейских рынках. Конкурентом является Lexus LM.